# Марко Топич
Марко Топич (босн. Marko Topić, нар. 1 січня 1976, Оштра-Лука, СФРЮ) — колишній боснійський футболіст, що грав на позиції нападника. Виступав за національну збірну Боснії і Герцеговини.

## Клубна кар'єра
Вихованець футбольної школи клубу «Кроація».
У дорослому футболі дебютував 1995 року виступами за команду клубу «Віль», в якій провів один сезон, взявши участь у 10 матчах чемпіонату. 
Згодом з 1996 по 2001 рік грав у складі команд клубів «Цюрих», «Вартекс», «Монца» та «Аустрія» (Відень).
Своєю грою за останню команду привернув увагу представників тренерського штабу клубу «Енергі», до складу якого приєднався 2001 року. Відіграв за клуб з Котбуса наступні два сезони своєї ігрової кар'єри. Більшість часу, проведеного у складі «Енергі», був основним гравцем атакувальної ланки команди.
2003 року уклав контракт з клубом «Вольфсбург», у складі якого провів наступні два роки своєї кар'єри гравця. Граючи у складі «Вольфсбурга» також здебільшого виходив на поле в основному складі команди.
Протягом 2005—2007 років захищав кольори команди російського клубу «Крила Рад» (Самара).
Завершив професійну ігрову кар'єру у клубі «Сатурн» (Раменське), за команду якого виступав протягом 2008—2010 років.

## Виступи за збірні
1997 року залучався до складу молодіжної збірної Боснії і Герцеговини. На молодіжному рівні зіграв в одному офіційному матчі, забив 1 гол.
1998 року дебютував в офіційних матчах у складі національної збірної Боснії і Герцеговини. Протягом кар'єри у національній команді, яка тривала 12 років, провів у формі головної команди країни лише 24 матчі, забивши 2 голи.